# باقی سکوت است
باقی سکوت است (رومانیایی: Restul e tăcere) یک فیلم رومانیایی به کارگردانی نائه کارانفیل است که در سال ۲۰۰۷ منتشر شد. از بازیگران این فیلم می‌توان به فلورین زامفیرسکو، میهایی بندئاک، میهای گرویا ساندو، گابریل اسپاهیو، والنتین پوپسکو و یوانا بولکا اشاره کرد.
این فیلم با نگاهی کمیک، ماجرای ساخته‌شدن نخستین فیلم تاریخی رومانی با نام «جنگ استقلال» در سال ۱۹۱۱ را روایت می‌کند. گریگور برزیانو کارگردان رومانیایی و سرمایه‌گذارش لئون نگرسکو در تلاش برای ساختن فیلمی دوساعته در مورد جنگ آزادی‌بخش رومانی که در سال ۱۸۷۷ رخ داده، مشکلات و سختی‌های زیادی را از سر می‌گذرانند.
هزینه تولید فیلم «باقی سکوت است» از ۲ میلیون یورو فراتر رفت و تبدیل به گران‌ترین دستاورد سینمایی رومانی تا زمان ساختش تبدیل شد. تمامی بودجه فیلم از منابع داخلی تامین شد.